# Скагерак Арена
«Скагерак Арена» (норв. Skagerak Arena) — стадион в Шиене, Норвегия. Вместительность стадиона составляет 13 500 человек. Домашняя арена футбольного клуба «Одд».
Ранее стадион носил название «Одд» норв. Odd Stadion, также его часто называют «Фалькум» по городскому району его расположения.